# Yves Lucchesi
Pour les articles homonymes, voir Lucchesi.
Yves Lucchesi, né le 23 mai 1915 à Bastia et mort le 14 mars 1947 à Château-Bernard, est un militaire, résistant et pilote français, Compagnon de la Libération. Sous-officier de l'armée de l'air, il décide de se rallier à la France libre après l'armistice du 22 juin 1940 et participe à un grand nombre de missions de bombardement, étant plusieurs fois touché et blessé par la défense anti-aérienne. Après le conflit, il devient pilote civil chez Air France mais, après avoir survécu à plusieurs crash en tant que pilote, meurt en tant que passager dans un accident d'avion.

## Biographie

### Jeunesse et engagement
Yves Lucchesi naît le 23 mai 1915 à Bastia d'un père négociant. Il est le frère ainé de Jean Lucchesi. Il étudie au lycée Michelet puis au Lycée Henri-IV où il passe son baccalauréat avant de décider de s'engager dans l'Armée de l'air en avril 1936. Affecté à Bourges, il suit une formation de pilotage à l'école d'aviation Hanriot et, une fois breveté en novembre 1936, est affecté à la 38e escadre aérienne de Metz en mars 1937. Promu sergent pilote, il effectue plusieurs stages en Afrique.

### Seconde Guerre mondiale
De retour en métropole lors de la mobilisation de 1939, il est réaffecté à la 38e escadre et promu sergent-chef en février 1940. Le 4 mars suivant, son avion s'écrase après une mission de nuit et il est hospitalisé à Bourges. Gravement blessé, il vit la bataille de France depuis son lit d'hôpital et apprend, impuissant, la nouvelle de l'armistice du 22 juin 1940. Dès lors, il se met en tête de rejoindre l'Angleterre après avoir entendu l'appel du général de gaulle à la radio. Démobilisé en novembre 1940, il parvient à partir pour les États-Unis où il s'engage dans les forces françaises libres le 21 avril 1942. Envoyé en Angleterre un mois plus tard, il rejoint les forces aériennes françaises libres et est affecté au quartier général de l'air à Londres. Promu adjudant en octobre 1942 et aspirant en décembre suivant, il est envoyé dans les écoles de pilotage de la Royal Air Force où il suit plusieurs mois de formation avant d'être affecté au no 226 Squadron RAF en février 1943.
En mars 1943, il est muté au groupe de bombardement Lorraine puis promu sous-lieutenant en juin. Il effectue alors un grand nombre de missions de combat dans le ciel français. Le 8 août, il est légèrement blessé en posant en catastrophe son appareil touché par la Flak au retour d'une mission de bombardement d'un dépôt de U-Boot en Bretagne. Le 3 octobre, alors qu'il participe au bombardement de la centrale électrique de Chevilly-Larue, son avion est à nouveau touché par la défense anti-aérienne allemande. Parvenant à poser son appareil entre Creil et Beauvais, il réussit à se soustraire aux patrouilles allemandes grâce à l'aide d'un curé de village. Mis en contact avec la résistance intérieure, il regagne l'Angleterre trente-six jours après son crash, après avoir franchi les Pyrénées et être passé par l'Espagne.
De retour dans les rangs du groupe Lorraine, il reprend les missions au-dessus de la France et finit par totaliser 33 missions de combat et une centaine d'heures de vol de guerre. En juin 1944, il est promu lieutenant et muté au groupe de transport 1/15 "Touraine" au Maroc. Il obtient un brevet de commandant d'avion en février 1945 puis passe quelques mois au groupe de transport 2/15 "Anjou" avant d'être affecté au secrétariat général de l'aviation civile et commerciale. Il est démobilisé en août 1946.

### Après-Guerre
Après la guerre, Yves Lucchesi est embauché chez Air France en tant que pilote commandant de bord. Le 14 mars 1947, au retour de son voyage de noces, il prend place avec son épouse à bord d'un Douglas DC-3 devant relier Nice à Lyon,,,. Mais l'appareil s'écrase à Château-Bernard en Isère sans laisser de survivants,,,. Yves Lucchesi est inhumé à Saint-Florent-des-Bois en vendée.

## Décorations
|  |  |  |

| Officier de la Légion d'honneur | Officier de la Légion d'honneur | Officier de la Légion d'honneur | Compagnon de la Libération Par décret du 28 mars 1945 | Compagnon de la Libération Par décret du 28 mars 1945 | Compagnon de la Libération Par décret du 28 mars 1945 | Croix de guerre 1939-1945 Avec une palme | Croix de guerre 1939-1945 Avec une palme | Croix de guerre 1939-1945 Avec une palme |